# Canton de Figeac-Est
Le canton de Figeac-Est est une ancienne division administrative française située dans le département du Lot et la région Midi-Pyrénées.

## Géographie
Ce canton était organisé autour de Figeac dans l'arrondissement de Figeac. Son altitude variait de 170 m (Cuzac) à 552 m (Prendeignes) pour une altitude moyenne de 290 m.

## Représentation

### Conseillers généraux de 1833 à 2015
| Période | Période          | Identité                    | Étiquette                    | Qualité                                                               |
| ------- | ---------------- | --------------------------- | ---------------------------- | --------------------------------------------------------------------- |
| 1833    | 1833 (décès)     | Jacques-Antoine Delpon      |                              | Président du Tribunal de Figeac Député (1831-1833)                    |
| 1833    | 1871             | Louis Sirieys               |                              | Notaire, Maire de Figeac, conseiller d'arrondissement                 |
| 1871    | 1878 (démission) | Louis Paul Arsène Theilhard |                              | Député-maire de Figeac                                                |
| 1878    | 1892             | Jules Rozières              | Républicain puis Boulangiste | Propriétaire, Maire de Bagnac-sur-Célé (1877-1903) Député (1884-1885) |
| 1892    | 1910             | François Longpuech          | Rad.                         | Notaire à Figeac, conseiller d'arrondissement                         |
| 1910    | 1919             | Étienne Becays              | Rad.                         | Avocat à Figeac Député (1906-1919)                                    |
| 1919    | 1931             | Fernand Pezet               | Rad.                         | Docteur, Maire de Figeac                                              |
| 1931    | 1940             | Adolphe Gratacap            | Rad.                         | Ingénieur Maire de Montredon Nommé conseiller départemental en 1943   |
|         |                  |                             |                              |                                                                       |
| 1945    | 1949             | André Despoux               | PCF                          | Entrepreneur de travaux publics Maire de Figeac (1944-1947)           |
| 1949    | 1955             | Ernest Faugère              | MRP                          | Avocat à Figeac                                                       |
| 1955    | 1970 (décès)     | Émile Bouyssou              | Rad.                         | Agent d'assurances Adjoint au maire de Figeac                         |
| 1970    | 1998             | Robert Bories               | UDR puis RPR                 | Commerçant - Maire de Bagnac-sur-Célé (1971-2001)                     |
| 1998    | 2015             | Nicole Paulo                | PS                           | Professeur des écoles retraitée Maire de Figeac (2001-2014)           |

### Conseillers d'arrondissement (de 1833 à 1940)
Le canton de Figeac Est avait deux conseillers d'arrondissement.
| Période                                  | Période          | Identité                                   | Étiquette   | Qualité |
| ---------------------------------------- | ---------------- | ------------------------------------------ | ----------- | --- |
| 1833                                     | 1833             | Louis Sirieys                              |             | Notaire, maire de Figeac (1832-1847)                                                                        |
| 1833                                     | 1842             | Vincent Joseph Blaise Delpuech (1781-1874) |             | Président du Tribunal civil de Figeac                                                                       |
| 1833                                     | 1842             | Charles Joseph Capval (1771-1846)          |             | Juge au Tribunal de Figeac                                                                                  |
| 1842                                     | 1848             | M. Rouzet                                  |             | Substitut du Procureur du Roi à Figeac                                                                      |
| 1842                                     | 1845             | M. Ser                                     |             | Juge de paix à Figeac                                                                                       |
| 1845                                     | 1848             | M. Lacarrière                              |             | Juge de paix à Lacapelle-Marival                                                                            |
|                                          |                  |                                            |             | |
| av.1881                                  |                  | Jacques Louis Vidal                        |             | Licencié en droit, avoué à Figeac, suppléant du juge de paix                                                |
|                                          |                  |                                            |             | |
| 1889                                     | 1892             | François Longpuech                         | Républicain | Notaire à Figeac                                                                                            |
|                                          |                  |                                            |             | |
|                                          | 1896 (démission) | M. Malrieu                                 | Républicain | Magistrat                                                                                                   |
|                                          |                  |                                            |             | |
| 1919                                     |                  | Jean Adrien Pissouraille                   | Radical     | Adjoint puis Maire de Lentillac                                                                             |
| 1922                                     |                  | Henri Bouyssou                             | Radical     | Adjoint au maire de Bagnac-sur-Célé                                                                         |
|                                          | 1940             | M. Destal                                  | Radical     | Maire de Viazac                                                                                             |
|                                          | 1940             | M. Bouzou                                  | Radical     | |
| 1940                                     |                  |                                            |             | Les conseils d'arrondissement ont été suspendus par la loi du 12 octobre 1940 et n'ont jamais été réactivés |
| Les données manquantes sont à compléter. |                  |                                            |             | |

## Composition
Le canton de Figeac-Est se composait d’une fraction de la commune de Figeac et de douze autres communes. Il comptait 8 975 habitants (population municipale) au 1er janvier 2012.
| Nom                    | Code Insee | Intercommunalité | Population (dernière pop. légale)             |
| ---------------------- | ---------- | ---------------- | --------------------------------------------- |
| Figeac (chef-lieu)     | 46102      | CC Grand-Figeac  | Fraction : 4 101(2012) Commune : 9 820 (2014) |
| Bagnac-sur-Célé        | 46015      | CC Grand-Figeac  | 1 531 (2014)                                  |
| Cuzac                  | 46085      | CC Grand-Figeac  | 246 (2014)                                    |
| Felzins                | 46101      | CC Grand-Figeac  | 420 (2014)                                    |
| Lentillac-Saint-Blaise | 46168      | CC Grand-Figeac  | 143 (2014)                                    |
| Linac                  | 46174      | CC Grand-Figeac  | 222 (2014)                                    |
| Lunan                  | 46180      | CC Grand-Figeac  | 561 (2014)                                    |
| Montredon              | 46207      | CC Grand-Figeac  | 285 (2014)                                    |
| Prendeignes            | 46226      | CC Grand-Figeac  | 225 (2014)                                    |
| Saint-Félix            | 46266      | CC Grand-Figeac  | 505 (2014)                                    |
| Saint-Jean-Mirabel     | 46272      | CC Grand-Figeac  | 221 (2014)                                    |
| Saint-Perdoux          | 46288      | CC Grand-Figeac  | 193 (2014)                                    |
| Viazac                 | 46332      | CC Grand-Figeac  | 319 (2014)                                    |

## Démographie avant 2015
| 1962 | 1968 | 1975 | 1982 | 1990  | 1999  | 2006  | 2011  | 2012  |
| ---- | ---- | ---- | ---- | ----- | ----- | ----- | ----- | ----- |
| -    | -    | -    | -    | 7 970 | 8 329 | 8 663 | 8 906 | 8 975 |